# Шилов, Алексей Алексеевич
Алексей Алексеевич Шилов (13 [25] августа 1881, Санкт-Петербург — 6 января 1942, Ленинград) — русский и советский археограф, библиограф и историк.

## Биография
Родился 25 августа 1881 года в Петербурге. В 1899 году поступил на историко-филологический факультет Императорского Санкт-Петербургского университета, который он окончил в 1904 году. После окончания университета был принят на работу в Библиотеку Академии наук, где он работал в рукописном отделе. В 1917 году принимал активное участие в организации РКП, впоследствии работал помощником секретаря палаты. В 1918 году основал и открыл Петроградский историко-революционный архив.
Скончался 6 января 1942 года в Ленинграде.

## Научные работы
Основные научные работы посвящены библиотековедению. Автор свыше 130 научных работ.
Составитель 3-х томов «Деятели революционного движения в России». 